# Juozas Raistenskis
Juozas (Josifas) Raistenskis (*  1. Januar 1953 in Stunžiškė, Wizebskaja Woblasz, Rajon Braslau, Belarussische SSR) ist ein litauischer Arzt und Politiker.

## Leben
Nach dem Abitur 1972 an der Mittelschule Vidžiai absolvierte er 1976 das Studium an der Fakultät für Heilmedizin am Kauno medicinos institutas und ab 1977 arbeitete er als Internist im Kinderrepublikkrankenhaus Vilnius. 1982 promovierte er in Rheumatologie.
Von 1982 bis 1995 war er Oberarzt im Universitätskrankenhaus Vilnius und Dozent an der Fakultät für Medizin der Vilniaus universitetas.
Von 1997 bis 2000 war er Mitglied im Stadtrat Vilnius, stellvertretender Bürgermeister, von 2000 bis 2004 Mitglied des Seimas.

## Bibliografie
- J. Raistenskis, A. Zorys. Praktinė akupunktūra. Kaunas, 1994 m.

## Quelle
- CV

| Personendaten    | Personendaten                                                   |
| ---------------- | --------------------------------------------------------------- |
| NAME             | Raistenskis, Juozas                                             |
| ALTERNATIVNAMEN  | Raistenskis, Josifas                                            |
| KURZBESCHREIBUNG | litauischer Arzt und Politiker                                  |
| GEBURTSDATUM     | 1. Januar 1953                                                  |
| GEBURTSORT       | Stunžiškė, Wizebskaja Woblasz, Rajon Braslau, Belarussische SSR |